# UTC+0
UTC è il fuso orario di base del tempo coordinato universale.
Utilizzano questo fuso orario tre categorie di Stati: quelli che lo usano tutto l'anno, quelli dell'Europa Occidentale che lo adoperano solo in inverno come ora solare, e quelli che ne fanno uso solo in estate come ora legale.

## Geografia
L'UTC corrisponde in teoria a una zona la cui longitudine è compresa tra 7,5° W e 7,5° E e l'ora inizialmente corrispondeva all'ora solare media del meridiano di Greenwich, riferimento integrato nell'UTC nel 1972. Questo fuso viene chiamato anche Ora di Londra, l'area metropolitana il cui meridiano genera il sistema dei fusi orari. Per ragioni pratiche, i paesi in questo fuso orario coprono un'area molto più estesa.
Il punto più occidentale dove si applica l'UTC senza ora legale è Bjargtangar, sulla penisola nord-ovest dell'Islanda (65°30′N 24°32′W). L'ora civile è qui 1 h 38 min in anticipo rispetto all'ora solare media locale. Il punto più orientale di UTC si trova in Mali, al suo confine orientale (7º E).

## Greenwich Mean Time
L'UTC è utilizzato tutto l'anno come Greenwich Mean Time nei seguenti 13 Stati e territori:
- Burkina Faso
- Costa d'Avorio
- Gambia
- Ghana
- Guinea
- Guinea-Bissau
- Islanda
- Liberia
- Mali
- Mauritania
- Senegal
- Sierra Leone
- Togo
- isole atlantiche britanniche di Sant'Elena, Ascensione e Tristan da Cunha
- base scientifica groenlandese di Danmarkshavn

Si sottolineano i casi particolari dell'Islanda, di parte dell'Africa occidentale (Liberia, Sierra Leone, Guinea, Senegal, Gambia, Guinea-Bissau e Mauritania), e di alcune basi e isolotti che, in quanto attraversati o più vicini dal 15º meridiano ovest, adottano questo fuso come espediente artificiale di ora legale permanente.

## Western European Time
| Azzurro | Western European Time (UTC+0)                                      |
| Blu     | Western European Time (UTC+0) Western European Summer Time (UTC+1) |
| Rosso   | Central European Time (UTC+1) Central European Summer Time (UTC+2) |
| Giallo  | Ora di Kaliningrad (UTC+2).                                        |
| Ocra    | Eastern European Time (UTC+2) Eastern European Summer Time (UTC+3) |
| Verde   | Ora di Mosca (UTC+3)                                               |

I 4 Stati o territori WET che usano il fuso solo in inverno come Western European Time sono:
- Fær Øer danesi
- Irlanda
- Portogallo[1]
- Regno Unito
- arcipelago spagnolo delle Canarie

## Azzorre e Groenlandia Est
L'arcipelago portoghese delle Azzorre, situato in UTC-1, e la zona di Ittoqqortoormiit in Groenlandia, si ritrovano nei mesi estivi in UTC per l'ora legale.